# 鄜城郡
鄜城郡，中国隋朝时设置的郡。
大业三年（607年）改鄜州置，治所在洛交县（今陕西省富县）。辖境相当今陕西省甘泉、富县、洛川、黄陵、黄龙等县地。寻改名上郡。 